# Sevierville, Tennessee
Sevierville, Tennessee (енгл. Sevierville) град је у америчкој савезној држави Тенеси.

## Демографија
По попису из 2010. године број становника је 14.807, што је 3.05 (25,9%) становника више него 2000. године.
| Група             | 2000.          | 2010.          |
| Белци             | 11.163 (94,9%) | 12.617 (85,2%) |
| Афроамериканци    | 137 (1,2%)     | 227 (1,5%)     |
| Азијати           | 109 (0,9%)     | 187 (1,3%)     |
| Хиспаноамериканци | 190 (1,6%)     | 1.518 (10,3%)  |
| Укупно            | 11.757         | 14.807         |